# Bit de paridad
Un bit de paridad   es un dígito binario que indica si el número de bits con un valor de 1 en un conjunto de bits es par o impar. Los bits de paridad conforman el método de detección de errores más simple.
La paridad par es un caso especial del control de redundancia cíclica (CRC), donde el bit de CRC se genera por el polinomio x+1.
Nótese que este método detecta los errores, pero no los corrige (salvo en el caso de que la palabra transmitida sea de tamaño 1 bit (lo cual no es habitual)).
Existen dos variantes de este método, bit de paridad par y bit de paridad impar:
En el caso de la paridad par, se cuentan el número de unos. Si el total es impar, el bit de paridad se establece en uno y por tanto la suma del total anterior con este bit de paridad, daría par. Si el conteo de bits uno es par, entonces el bit de paridad (par) se deja en 0, pues ya es par.
En el caso de la paridad impar, la situación es la contraria. Se suman los bits cuyo valor es uno, si da un número impar de bits, entonces el bit de paridad (impar) es cero. Y si la suma de los bits cuyo valor es uno es par, entonces el bit de paridad (impar) se establece en uno, haciendo impar la cuenta total de bits uno.